# Besa (kulomet)
Kulomet Besa ráže 7,92 mm (Birmingham Small Arms Company - BSA) byl britskou verzí československého těžkého kulometu ZB 53 brněnské firmy Čsl. zbrojovka, akc.spol. a tvořil nejrozšířenější kulometnou výzbroj britských tanků a obrněných vozidel v průběhu druhé světové války. Tento kulomet si zachoval původní ráži pro náboj 7,92 × 57mm Mauser, rekonstrukce na britský náboj .303 by byla časově a technicky náročná.
Název je odvozen od společnosti Birmingham Small Arms Company, zkráceně BSA, která s Československou zbrojovkou podepsala kontrakt na výrobu kulometu v Británii.